# Jacques Nobécourt
Pour les articles homonymes, voir Nobécourt.
Jacques Nobécourt, né le 3 août 1923 à Rouen et mort le 29 mai 2011 à Paris, est un journaliste et historien français.

## Biographie
Jacques Nobécourt est rédacteur au service étranger du Monde de 1961 à 1983 et correspondant en Italie de 1965 à 1974. Il est notamment spécialiste d'histoire politique et des rapports entre le Vatican et l'Allemagne nazie.
Il est le fils de René-Gustave Nobécourt.

## Publications
- Le Vicaire et l'Histoire, le Seuil, 1964.
- Le Dernier Coup de dés de Hitler, la bataille des Ardennes, 1962 ; J'ai lu leur aventure no A82/83 1968 Prix Historia 1963.
- Allemagne, 1968
- L'Italie à vif, 1970
- Rome, Collections Microcosme "Petite Planète/villes", Le Seuil, 1980
- Le Colonel de La Rocque, ou Les Pièges du nationalisme chrétien, Fayard, 1996 Prix d'histoire de l'Académie française 1997.
- etc.

## Distinctions
- Commandeur de l'ordre des Arts et des Lettres (2010)[5]